# Konfuziusstatue auf dem Berg Ni
Koordinaten: 35° 29′ 43,8″ N, 117° 12′ 19,1″ O

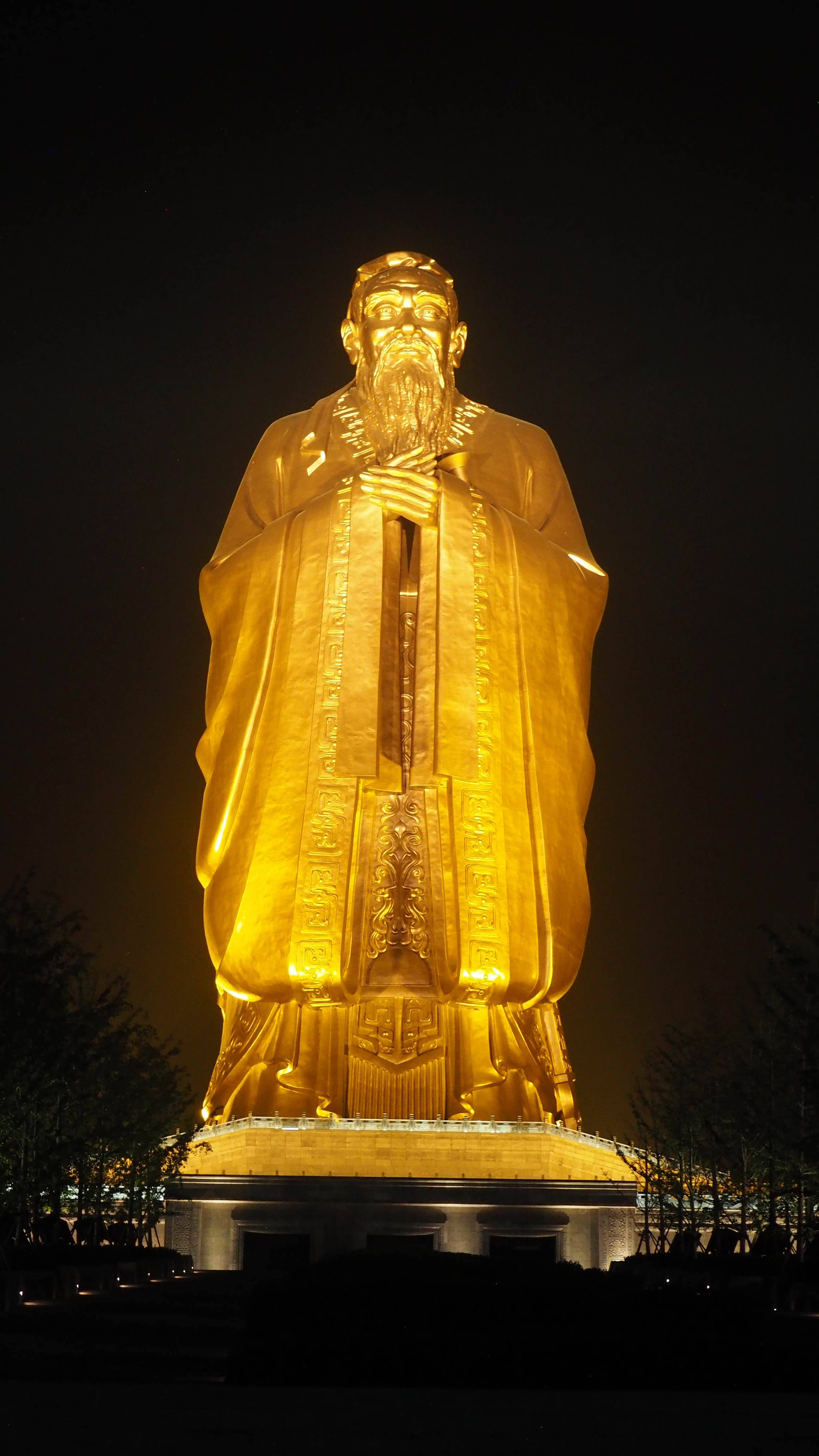
Die Konfuzius-Statue

Die mit 72 Metern Höhe weltgrößte Konfuzius-Statue ist ein mit Stahl verstärktes Bauwerk aus Messing auf dem Nishan (尼山 – „Berg Ni“). Dieser Berg oder Hügel befindet sich in unmittelbarer Nähe der Stadt Qufu (chinesisch: 曲阜市) / Provinz Shandong in der Volksrepublik China. Der Überlieferung nach ist der Nishan der Geburtsort von Konfuzius.
Die Bauzeit betrug 1,5 Jahre. Das erste Mal ist die Statue 2016 der Öffentlichkeit vorgestellt worden. Am 27. September 2018 wurde die Statue offiziell eingeweiht.
Direkt am Platz ist eine Bühne aufgebaut. Ein abendlicher Besuch hier kann mit einer Show aus einer Mischung von Tanzeinlagen, Lasertechnik, Feuerwerk und Wasserdruckanlagen verbunden werden. Dabei werden Bildnisse von Konfuzius eingebaut.

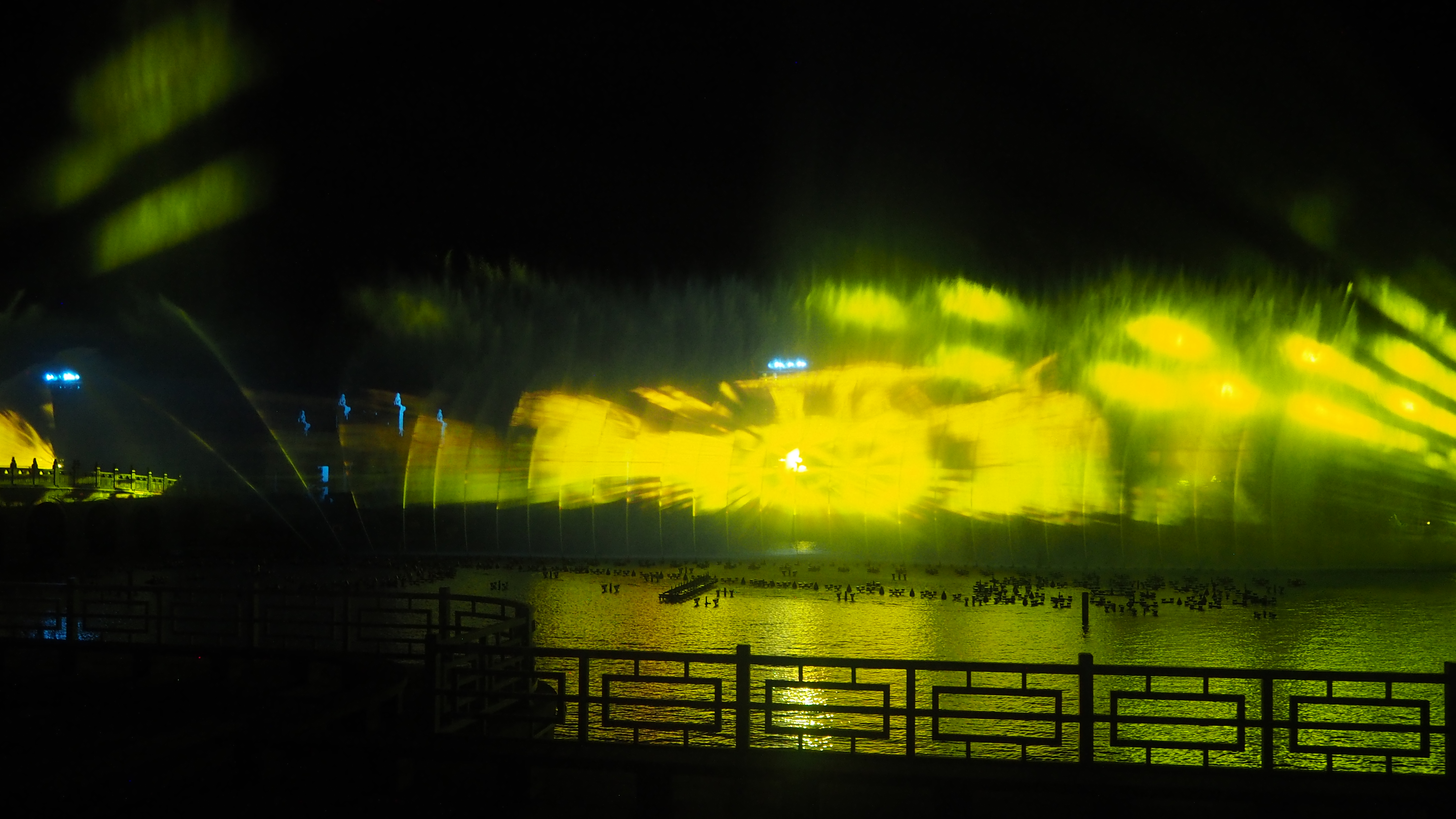
Ausschnitt mit erkennbaren Wagen
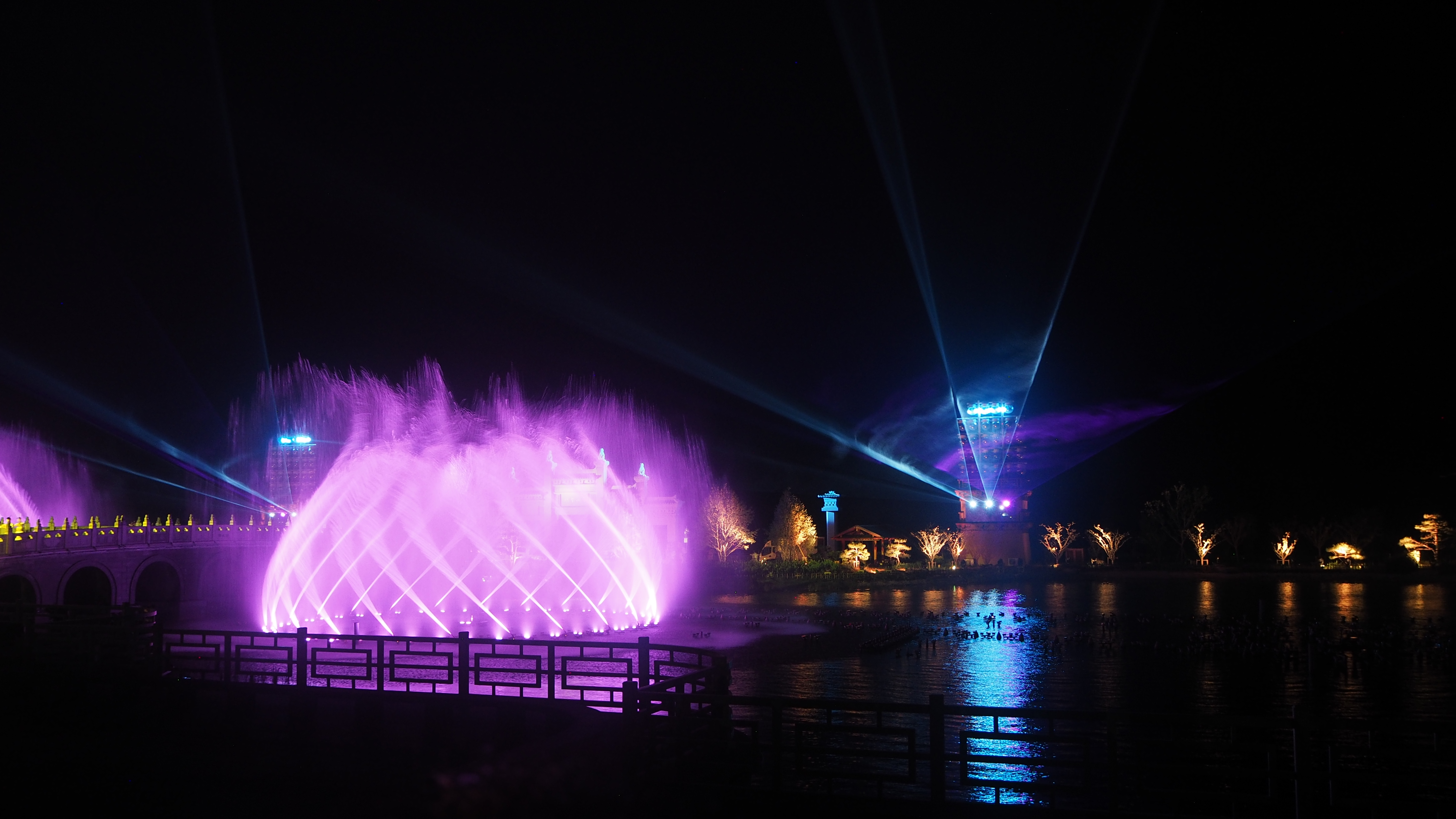
Weitere Impression der Show an der Konfuzius-Statue